# Ángel Martínez García
Ángel Martínez (El Puerto de Santa María, Cádiz, 1882 - 1946), fue un escultor español, conocido por el sobrenombre de "El hombre de los muñecos".

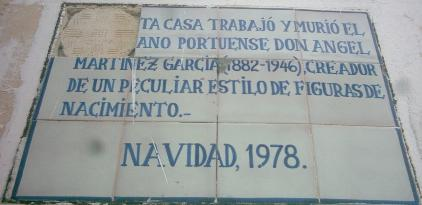
Placa de la calle donde nació

Ángel Martínez nació en esta localidad gaditana el 23 de mayo de 1882. Su gran afición a modelar el barro le llevó unas Navidades a realizar unas cuantas figuritas de pastores para algunos nacimientos. Tuvo tal éxito que continuó trabajando sobre este tema y su obra se extendió rápidamente por toda Andalucía y Extremadura primero y después llegó hasta la Argentina de donde pasó a México. y otros países americanos.
Antes de modelar los pastores de Navidad se había dedicado a crear figuras de curas en distintas actitudes litúrgicas, pero después del éxito obtenido volcó su trabajo en el tema navideño, tomando como modelo para sus figuras a personas y personajes de la zona. Respetó las escenas clásicas del misterio, Reyes Magos, Herodes, Anunciación y Degollación de los Inocentes, pero inventó una serie de escenas y figuritas imitando la vida rural de las gentes de Cádiz.
Abordó en su trabajo otros temas que obtuvieron el mismo éxito:
- Grupos costumbristas, escenas familiares y campestres con la vegetación del entorno como pitas, tunas, etc.
- Figuras con trajes regionales de las distintas comarcas de España.
- Retratos y bustos de personalidades de su época. Se hicieron particularmente famosos los dedicados a los vendedores de lotería conocidos por sus paisanos.
- Animales como pavos, recua de burros cargados, vacas, cerdos y ovejas.

## Premios
- Gran Premio de la Exposición y Feria de Navidad de 1927, que recibió de manos del rey Alfonso XIII.
- Primera medalla de la Exposición de la Obra Sindical de Artesanía de 1943.
- Diploma de honor en el concurso Nacional de Figuritas de Nacimiento de 1944.

## Belén bíblico monumental
En la Colección de obras de Ángel Martínez se guarda este monumental Nacimiento en que se hace un recorrido desde Galilea con su puerto pesquero, ciudad de Ain Karin con la escena de la visitación de María a su prima Isabel, montañas, ciudad de Belén con sus escenas propias, para terminar en el templo del Tesoro de la ciudad de Petra por cuyo desfiladero cabalgan las figuras de los Reyes Magos que se dirigen a Belén.

## Sucesores de Ángel Martínez
Sus herederos junto con el artesano local Vicente Rodríguez rescataron del olvido los moldes y figuras aplicando técnicas del siglo XXI pero sin apartarse de su estilo.